# Stenocercus percultus
Espèce
Statut de conservation UICN

 LC  : Préoccupation mineure
Stenocercus percultus est une espèce de sauriens de la famille des Tropiduridae.

## Répartition
Cette espèce est endémique de la région de Cajamarca au Pérou. On la trouve entre 800 et 1 600 m d'altitude.

## Publication originale
- Cadle, 1991 : Systematics of lizards of the genus Stenocercus (Iguania Tropiduridae) from northern Peru. New species and comments on relationships and distribution patterns. Proceedings of the Academy of Natural Sciences of Philadelphia, vol. 143, p. 1-96.